# Orbais (ruisseau)
Pour les articles homonymes, voir Orbais.
L'Orbais est un ruisseau de Belgique coulant en province du Brabant wallon, affluent de la Grande Gette. C'est un cours d'eau de 2e catégorie. Son nom vient de Or- et du germanique -bais "ruisseau" (all. Bach, norrois bekkr). Voir aussi Orbais (Marne), Orbey (Alsace) et Orbec (Calvados).

## Géographie
L''Orbais prend sa source à Orbais. Il traverse ensuite les villages de  Malève-Ste-Marie, Wastinne, Opprebais, Incourt, Dongelbert ; ensuite il se jette dans la Gette entre Jauchelette et Jodoigne-Souveraine légèrement en amont du petit pont du "chemin du vénérable".
Les affluents sont au nombre de trois :
- le Robiernu,
- le Mètchebais,
- le Brombais.

## Écologie
La qualité de l'eau y est en amélioration depuis 1980, mais encore reconnue comme médiocre par l'IPS, et certaines sections sont classées très mauvaises.
L'Orbais est repris dans le "contrat de rivière DYLE-GETTE" dont l'objectif est une gestion durable de l'eau. Par ce, des recensements piscicoles ont révélé l'existence des espèces suivantes, au lieu-dit "ferme de Wé" : épinoches et gardons, et aux carrières de Dongelberg ont été pêchés de la loche franche, de l'ide mélanote, du gardon, de la perche, de l'épinoche.